# Zviti
Le zviti, zfiti, z'fiti, batot , ou slata mehras, est une entrée traditionnelle algérienne originaire de M'sila.

## Origine
Ce plat est originaire de la wilaya de M'sila. Cependant, il est largement répandu dans l'oasis dans les petites villes comme Bou Saada, de Rommana, El Allig, Eddis, Oultem ainsi qu’en Kabylie.

## Description
Il s'agit d'un plat qui se mange chaud, à base de kesra, de piments verts et/ou rouges, d'ail, de tomates, parfumé à la coriandre fraîche et à l'huile d'olive ou au beurre de brebis pour les anciens. Les ingrédients sont broyés dans un récipient traditionnel en bois appelé mehraz.

## Tradition
La coutume veut que l'on mange cette salade avec des ustensiles en bois uniquement. La majorité des restaurants proposant le zviti le présentent dans une assiette creuse en bois accompagnée d'une cuillère en bois, confectionnés tous deux par des artisans réputés dans l'art du bois de M'sila.